# Eli Lewental
Elimeleh „Eli” Leventhal (ur. 18 marca 1953) – izraelski piłkarz grający na pozycji pomocnika.

## Życiorys
W trakcie kariery piłkarskiej był zawodnikiem Hapoelu Hajfa i Beitaru Jerozolima. W latach 1974–1977 był również reprezentantem kraju. W 1976 roku wraz z reprezentacją wystąpił na igrzyskach olimpijskich w Montrealu. W 1983 roku zakończył karierę.